# Tweede Kamerverkiezingen 2021/Kandidatenlijst/DENK
Dit is de kandidatenlijst voor de Tweede Kamerverkiezingen van 2021 van DENK zoals die op 2 februari 2021 werd vastgesteld door de Kiesraad.

## De lijst
- vet: verkozen
- schuin: voorkeurdrempel overschreden

1. Farid Azarkan, Culemborg - 107.212 stemmen
2. Tunahan Kuzu, Rotterdam - 70.374
3. Stephan van Baarle, Rotterdam - 2.449
4. Natasha Mohamed-Hoesein, Rotterdam - 3.826
5. Charifa Zemouri, Amsterdam - 3.082
6. Isaura Carrilho, Amsterdam - 5.839
7. Ahmet Erdoğan, Rotterdam - 4.600
8. Nur Icar, 's-Gravenhage - 3.333
9. Enes Sariakçe, Enschede - 639
10. Gürcü Polat-Işıktaş, Schiedam - 1.816
11. Mandy Heikamp-El Khoulati, Veenendaal - 306
12. Doğukan Ergin, Schiedam - 1.577
13. Ahmet Kaya, Deventer - 2.378
14. Ibrahim Ghazi, Amsterdam - 868
15. Paulina Smit, Valkenburg - 319
16. Arief Khedoe, Almere - 300
17. Dennis Belfor, Rotterdam - 705
18. Omar El Boussaïdi, Almere - 339
19. Marcel Everduim, Rotterdam - 110
20. Taha Çoban, Enschede - 412
21. Ahmed El Hadioui, 's-Gravenhage - 753

VVD · PVV · CDA · D66 · GroenLinks · SP · PvdA · ChristenUnie · Partij voor de Dieren · 50PLUS · SGP · DENK · FVD · BIJ1 · JA21 · Code Oranje · Volt · NIDA · Piratenpartij · LP · JONG · Splinter · BBB · NLBeter · LHK · OPRECHT · JEZUS LEEFT · TROTS · UCF · Lijst 30 · PvdE · DFP · VSN · WZNL · Modern Nederland · De Groenen · PvdR
2017 · 2021 · 2023